# Літні Олімпійські ігри 1924
Літні Олімпійські ігри 1924 (фр. Jeux olympiques d'été de 1924) або Ігри VIII Олімпіади (фр. Jeux de la VIIIe olympiade) — міжнародне спортивне змагання, яке проходило під егідою Міжнародного олімпійського комітету у місті Париж, Французька республіка, з 4 травня по 27 липня 1924 року. На олімпіаді здобули нагороди за команду Польської республіки уродженці Львова — срібну у командній велогонці Францішек Шимчук, бронзову нагороду у конкурі Адам Крулікевич.

## Учасники
- Аргентина
- Австралія
- Австрія
- Бельгія
- Бразилія
- Болгарія
- Канада
- Чилі
- Куба
- Чехословаччина
- Данія
- Еквадор
- Єгипет
- Естонія
- Фінляндія
- Франція
- Велика Британія
- Греція
- Гаїті
- Угорщина
- Індія
- Ірландія
- Італія
- Японія
- Латвія
- Литва
- Люксембург
- Мексика
- Монако
- Нідерланди
- Нова Зеландія
- Норвегія
- Філіппіни
- Польща
- Португалія
- Румунія
- Південно-Африканська Республіка
- Іспанія
- Швеція
- Швейцарія
- Туреччина
- США
- Уругвай
- Югославія

## Медальний залік
Топ-10 неофіційного національного медального заліку:
| Місце | Країна          | Золото | Срібло | Бронза | Загалом |
| ----- | --------------- | ------ | ------ | ------ | ------- |
| 1     | США             | 45     | 27     | 27     | 99      |
| 2     | Фінляндія       | 14     | 13     | 10     | 37      |
| 3     | Франція         | 13     | 15     | 10     | 38      |
| 4     | Велика Британія | 9      | 13     | 12     | 34      |
| 5     | Італія          | 8      | 3      | 5      | 16      |
| 6     | Швейцарія       | 7      | 8      | 10     | 25      |
| 7     | Норвегія        | 5      | 2      | 3      | 10      |
| 8     | Швеція          | 4      | 13     | 12     | 29      |
| 9     | Нідерланди      | 4      | 1      | 5      | 10      |
| 10    | Бельгія         | 3      | 7      | 3      | 13      |